# Guilden Sutton
Guilden Sutton is een civil parish in het bestuurlijke gebied Cheshire West and Chester, in het Engelse graafschap Cheshire met 1467 inwoners.